# Brandon Wallace
Brandon Tavares Wallace (nacido el 14 de marzo de 1985 en Statesboro, Georgia) es un exjugador de baloncesto estadounidense . Mide 2,06 metros, y jugaba en la posición de alero. 

## Trayectoria deportiva

### Universidad
Jugó durante 4 años con los Gamecocks de la Universidad de South Carolina, en los cuales fue progresivamente mejorando su aportación, llegando en su año sénior a promediar 9,9 puntos, 9,4 rebotes y 2,9 tapones. Su mejor partido fue contra Charleston en 2006, en el que anotó 22 puntos, cogió 9 rebotes, dio 4 asistencias y puso 8 tapones. Consiguió, además, el récord de tapones de todos los tiempos de su universidad (249), acabando quinto de la Southeastern Conference.

### Profesional
A pesar de su destacada última temporada como universitario, Wallace no fue seleccionado en el Draft de la NBA de 2007. Sin embargo, fue invitado a la Liga de Verano de los Boston Celtics, donde convenció a los técnicos del equipo, firmando un contrato garantizado de 2 años con el equipo verde.
El 18 de diciembre de 2007 fue despedido por los Celtics.